# Sphaerostephanos woitapensis
Sphaerostephanos woitapensis är en kärrbräkenväxtart som beskrevs av Holtt. Sphaerostephanos woitapensis ingår i släktet Sphaerostephanos och familjen Thelypteridaceae. Inga underarter finns listade.